# Mitt Romney
Willard Mitt Romney (Detroit, 12 de março de 1947) é um empresário e político dos Estados Unidos. Foi o candidato do Partido Republicano à presidência dos Estados Unidos na eleição de 2012. Serviu como Senador pelo estado de Utah de 2019 a 2025.
É filho de Lenore e George W. Romney (governador de Michigan entre 1963-1969), tendo sido criado em Bloomfield Hills, Michigan. Iniciando como membro de A Igreja de Jesus Cristo dos Santos dos Últimos Dias em 1966, ele passou trinta meses na França como missionário de a Igreja de Jesus Cristo. Em 1969 casou-se com Ann Davies, com quem tem cinco filhos. Em 1971, ele ganhou um Bachelor of Arts da Universidade Brigham Young e, em 1975, se formou com Juris Doctor e mestrado em Administração de Empresas pela Universidade de Harvard. Romney entrou na indústria de consultoria de gestão, e em 1977 entrou na Bain & Company. Mais tarde, como executivo-chefe da empresa, ajudou a tirar a empresa da crise financeira. Em 1984, ele co-fundou e liderou o Bain Capital, uma empresa de investimento de capital privada que se tornou altamente rentável e uma das maiores empresas desse tipo no país. Seu patrimônio líquido é estimado entre 190-250 milhões de dólares, dinheiro esse que ajudou a financiar suas campanhas políticas anteriores a de 2012.
Como um membro ativo da Igreja de Jesus Cristo dos Santos dos Últimos Dias, ele atuou como bispo de sua ala e presidente da área de Boston. Ele concorreu como candidato republicano na eleição para o senado de Massachusetts em 1994, perdendo para o senador Ted Kennedy. Em 1999, ele foi contratado como presidente e CEO do Comitê Organizador da candidatura de Salt Lake City para o Jogos Olímpicos de Inverno de 2002. A visibilidade que ele ganhou nesse período deu-lhe a oportunidade de relançar suas aspirações políticas.
Romney foi eleito governador de Massachusetts em 2002, mas não tentou a reeleição em 2006. Durante seu mandato, ele reduziu o déficit estadual em 3 bilhões de dólares, reduzindo o financiamento do Estado para o ensino superior, fazendo corte em auxílios estatais para as cidades, levantando várias taxas e removendo brechas fiscais corporativas. Ele ajudou a desenvolver e transformar em lei a legislação estadual sobre a saúde, que ficou conhecida como "Romneycare". Foi a primeira lei sobre a regulamentação da saúde no país, fornecendo quase acesso universal a saúde através de subsídios estaduais e mandatos individuais para a compra de seguros.
Romney concorreu para a nomeação republicana na eleição presidencial de 2008, ganhando em várias primárias e caucus, mas perdeu a indicação para John McCain. Em junho de 2011, ele anunciou que iria concorrer em 2012. Em maio de 2012, ele ganhou caucus e primárias suficientes para tornar-se o provável candidato do partido, e em 28 de agosto, a Convenção Nacional Republicana de 2012 oficializou sua candidatura. Em novembro, concorreu contra o então presidente Barack Obama, que visava a reeleição. Romney acabou sendo derrotado por uma margem de 4.9 milhões de votos nas urnas e por 126 votos no colégio eleitoral.
Após a derrota na disputa pela Casa Branca, Romney se mudou para Utah, onde foi eleito para uma cadeira do Senado em 2018. Em 2020,  Romney foi o único senador republicano que votou a favor da condenação do presidente Donald Trump no  primeiro processo de impeachment. Em 2021, ele se juntou a seis republicanos que votaram para condenar Trump no Senado em seu segundo impeachment.

## Início da vida e educação

### Família e juventude
Willard Mitt Romney nasceu em 12 de março de 1947, no Hospital Universitário Harper, em Detroit, Michigan, sendo o filho mais novo do executivo George W. Romney e da dona de casa Lenore Romney. Sua mãe é natural de Logan, Utah, e seu pai nasceu em uma colônia mórmon de Chihuahua, no México. De ascendência principalmente inglesa, Romney também tem ascendência escocesa e alemã. Como um membro de quinta geração de A Igreja de Jesus Cristo dos Santos dos Últimos Dias, ele é tátara-tátara neto de Miles Romney, que se tornou membro de a Igreja de Jesus Cristo em sua primeira década; e tátara-tátara neto de Parley P. Pratt, que ajudou a liderar a Igreja nos tempos iniciais.

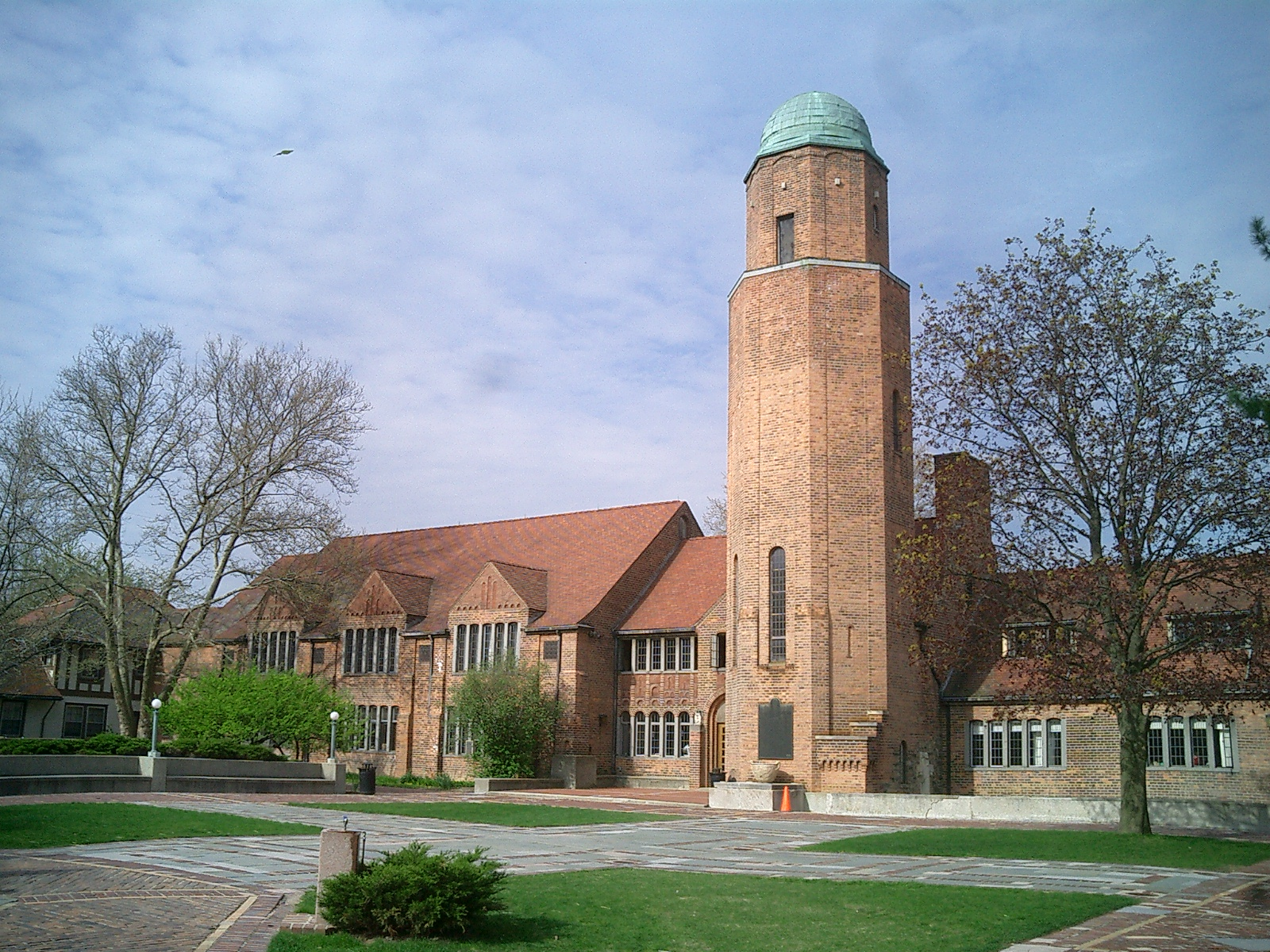
A Cranbrook School, onde Romney estudou a partir da sétima série.

Seus pais escolheram o seu nome de um amigo da família, o empresário J. Willard Marriott, e também do primo de seu pai, Milton "Mitt" Romney, ex-quarterback do Chicago Bears. Romney foi apelidado de "Billy" até o jardim de infância, quando ele indicou sua preferência por "Mitt". Em 1953, sua família mudou-se de Detroit para o subúrbio afluente de Bloomfield Hills. No ano seguinte, seu pai tornou-se o presidente e CEO da American Motors, ajudando a empresa a evitar a falência e voltar a ter lucros. Em 1959, seu pai tornou-se uma figura nacionalmente conhecida na mídia impressa e na televisão, e o jovem Mitt o idolatrava.
Romney estudou em escolas públicas até a sétima série, quando começou a estudar na Cranbrook School em Bloomfield Hills, uma escola particular tradicional composta por alunos de classe alta e feita para meninos. Quando estudou lá, Romney foi um dos poucos alunos membro de a Igreja de Jesus Cristo. Muitos outros alunos tinham origens ainda mais privilegiadas do que a sua. Não particularmente atlético, ele também não distinguiu-se academicamente.  Ele participou na campanha da eleição para governador de Michigan em 1962, quando o seu pai foi eleito governador, e mais tarde trabalhou para ele como estagiário no escritório do governador. Quando seu pai, recém-eleito governador, começou a passar a maior parte de seu tempo na capital do estado, Romney passou a residir em Cranbrook.
Em Cranbrook, Romney era o comandante de uma equipe de hóquei no gelo e membro do esquadrão de vitalidade. Durante seu último ano, ele ingressou na equipe de cross country. Ele foi membro de onze organizações e clubes escolares, começando como membro do grupo de reforço Blue Key Club. Durante seu último ano na Cranbook, ele melhorou academicamente, mas ainda não era considerado um bom aluno. Romney participou de muitas travessuras enquanto estudou em Cranbrook. Mais tarde ele disse que essas travessuras foram longe demais e se desculpou por isso. Em março de 1965, o seu último ano na escola, ele começou a namorar Ann Davies, que frequentava a Escola Kingswood, a escola irmã de Cranbrook. Os dois se tornaram informalmente noivos por volta de sua formatura, em junho de 1965.

### Universidade, missão na França, casamento e filhos: 1965-1975

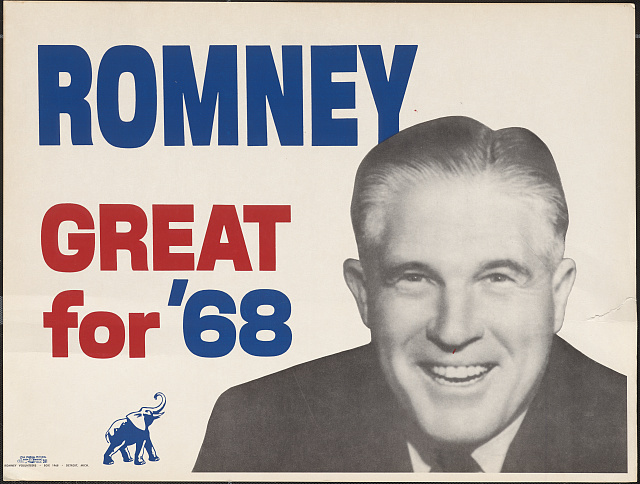
O pai de Mitt perdeu a nomeação presidencial republicana para Richard Nixon, mas mais tarde trabalhou no gabinete de Nixon.

Romney estudou na Universidade de Stanford entre 1965 a 1966. Embora o campus e arredores dele se radicalizaram com os movimentos sociais e políticos, ele manteve uma aparência bem cuidada e participou do "Big Game" na Stanford.
Em julho de 1966, ele partiu para uma estadia de trinta meses na França como missionário de A Igreja de Jesus Cristo dos Santos dos Últimos Dias. Ele chegou em Le Havre com ideias sobre como mudar e promover a Missão Francesa, enquanto enfrentava a privação física e econômica em seus quartos apertados. Em Nantes, ele machucou uma mandíbula ao defender duas missionárias que estavam sendo incomodadas por um grupo de jogadores de rugby. Ele foi promovido a líder da missão em Bordeaux no início de 1968, em seguida, na primavera do mesmo ano tornou-se assistente do presidente da missão em Paris, a posição mais alta de um missionário. Ele testemunhou em maio de 1968 uma greve geral e revoltas estudantis.

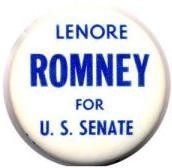
A mãe de Mitt (Lenore Romney) perdeu a eleição para o senado em 1970, quando ele trabalhou para a campanha.

Em junho de 1968, um automóvel que ele dirigia, no sul da França, foi atingido por um outro veículo, ferindo gravemente Mitt e matando um passageiro, a esposa do presidente da missão. Romney, que não teve culpa do acidente, tornou-se co-presidente em exercício de uma missão desmoralizada e desorganizada pelas greves de maio e pelo acidente de carro. Romney gostou do estilo de vida francês e do povo do país, e até hoje fala francês. Após a experiência que teve no país, Romney desenvolveu uma crença de que a vida é frágil e que ele precisava ter mais seriedade com ela.
Após a volta de Romney, o casal decidiu se casar imediatamente, mas depois concordaram em esperar três meses. A pedido de Ann, Romney começou a frequentar a Brigham Young University, em fevereiro de 1969. Ann e Mitt se casaram em 21 de março de 1969, em uma cerimônia civil em Bloomfield Hills. No dia seguinte, o casal viajou para Utah para uma cerimônia de casamento no Templo de Salt Lake.
O primeiro filho do casal, Taggart (conhecido como "Tagg") nasceu em 1970, quando o casal estudava na BYU e viviam em um apartamento. Ann posteriormente deu à luz Mateus ("Matt", 1971), Joshua ("Josh", 1975), Benjamin ("Ben", 1978), e Craig (1981).
Romney ainda queria ser um empresário, mas seu pai lhe disse que uma formação seria importante para sua carreira. Ele teve uma experiência social diferente da maioria de seus colegas de classe, uma vez que ele morava em uma casa de Belmont com Ann e dois filhos. Nessa época ele não se envolveu em questões políticas ou sociais do dia-a-dia. Se formou em 1975 com um cum laude da faculdade de direito.

## Carreira de negócios
Romney começou a trabalhar na Boston Consulting Group (BCG) como consultor de gestão. Em 1977, ele foi contratado pela Bain & Company, uma empresa de consultoria de Boston. Romney tornou-se vice-presidente da empresa em 1978. Como funcionário da Bain & Company, Romney trabalhou com empresas como a Monsanto (1977-1985), Outboard Marine Corporation, Burlington Industries, e Corning Incorporated. Romney deixou a Bain & Company em 1984 para fundar uma empresa de investimento de capital privado, a Bain Capital.

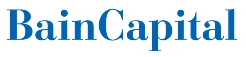
Logo da Bain Capital, a empresa que Romney co-fundou em 1984.

Em 1990, Romney foi convidado a retornar para a Bain & Company, que estava enfrentando um colapso financeiro. Ele foi anunciado como o novo CEO da empresa em janeiro de 1991, mas cobrou apenas um salário simbólico de um dólar. Depois de um ano à frente da empresa, a Bain & Company havia se recuperado financeiramente e não demitiu mais funcionários. Ele saiu da Bain & Company e voltou para a Bain Capital em dezembro de 1992.
Romney tirou uma licença da Bain Capital entre novembro de 1993 a novembro de 1994, a fim de concorrer ao Senado dos Estados Unidos. Durante esse tempo, os trabalhadores da Ampad entraram em greve, e pediram a intervenção de Romney; os advogados da Bain Capital pediram para que Romney não se envolvesse, mas ele se reuniu com os trabalhadores e disse que não tinha posição de autoridade para tratar do assunto.
Em 1999, a Bain Capital estava se tornando uma das principais empresas de consultoria do país. Tendo aumentado o número de acionistas de 5 para 18, com 115 funcionários, e administrando 4 bilhões de dólares. Romney teve uma licença remunerada da Bain Capital em fevereiro de 1999, quando ele ajudou a promover a candidatura de Salt Lake City para os Jogos Olímpicos de Inverno de 2002.
Em agosto de 2001, Romney anunciou que não voltaria para a Bain Capital. Sua saída da empresa foi finalizada no início de 2002; ele transferiu suas ações para outros acionistas e negociou um acordo que lhe permitiu receber uma participação nos lucros como um parceiro aposentado em algumas entidades da Bain Capital, incluindo na área de aquisição e fundos de investimento. Romney ganha milhões de dólares em renda anual com esse acordo.

### Fortuna
Como resultado de sua carreira de negócios, em 2007, Romney e sua esposa tinham um patrimônio líquido entre 190 a 250 milhões de dólares. Entre os bens declarados, 70-100 milhões de dólares estão destinados a filhos, netos e a esposa de Romney. O patrimônio do casal permaneceu no mesmo valor entre 2007 a 2011.  Durante a eleição presidencial de 2012, estimou-se que ele teria duas vezes mais que os oito últimos presidentes dos Estados Unidos juntos. Se tivesse sido eleito, seria um dos presidentes mais ricos da história dos Estados Unidos.
Em 2010, Romney e sua esposa tiveram uma renda de 21 milhões de dólares, quase toda vinda de investimentos, tais como dividendos, ganhos de capital e juros. Romney tem contas em Bermudas e nas Ilhas Cayman, tendo tido uma conta na Suíça que foi fechada em 2010. Em 2010, os Romneys pagaram cerca de 3 milhões de dólares em impostos federais.
Romney também paga o dízimo para a A Igreja de Jesus Cristo dos Santos dos Últimos Dias. Em 2010, ele e sua esposa doaram 3 milhões de dólares para caridade, sendo 1,5 milhões para a Igreja. A Fundação da família de Romney doa cerca de 650.000 dólares por ano para organizações que combatem doenças específicas, como a fibrose cística e esclerose múltipla.

## Liderança local para A Igreja de Jesus Cristo dos Santos dos Últimos Dias
Como membro da Igreja de Jesus Cristo dos Santos dos Últimos Dias, Romney teve vários cargos na Igreja local. Por volta de 1977, ele se tornou um conselheiro do presidente da estaca em Boston. De 1981 a 1986, ele serviu como bispo da ala de Belmont, Massachusetts.
De 1986 a 1994, Romney presidiu uma estaca da Igreja em Boston, que inclui várias cidades no leste de Massachusetts, com cerca de 4.000 membros. Ele organizou uma equipe para tratar de assuntos financeiros e de gestão, procurou contrariar os antimórmons, e tentou resolver os problemas sociais entre os membros pobres do Sudeste Asiático. O cargo que Romney ocupou não tinha remuneração, gastando trinta ou até mais horas por semana para cuidar de assuntos da Igreja. Romney se tornou conhecido por sua atuação na Igreja. Ele geralmente se absteve de negócios durante a noite devido a viagens que fazia como líder da Igreja.
Como presidente da Igreja local, ele visitava os doentes e aconselhava os membros da Igreja a como resolver os seus problemas. Outros membros da cúpula da Igreja ficaram irritados pelo estilo de liderança e pediram uma abordagem mais consensual. Romney declarou mais tarde que o papel como presidente da estaca deu-lhe a exposição direta das pessoas que lutam em condições economicamente difíceis, e empatia por aqueles que passam por situações familiares problemáticas.

## Campanha para o senado em 1994

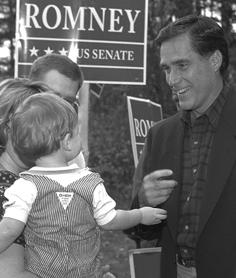
Romney durante a campanha de 1994.

Durante sua carreira como empresário, Romney não tomava públicas suas posições políticas. Ele havia se mantido atualizado sobre a política nacional durante a faculdade, no entanto, a derrota de seu pai durante a primária republicana deixou Romney irritado durante décadas. Ele foi registrado como independente e nas primárias do Partido Democrata de 1992 ele votou em Paul Tsongas, ex-senador por Massachusetts.
Em 1993, Romney estava pensando em entrar na política, em parte devido a insistência de Ann e também por querer seguir os passos de seu pai. Ele decidiu desafiar o senador democrata Ted Kennedy, que buscava a reeleição pela sexta vez. Kennedy era potencialmente vulnerável naquele ano - em parte por causa da impopularidade do Congresso democrata como um todo, e em parte porque esta foi a primeira eleição de Kennedy desde o julgamento de William Smith Kennedy, na Flórida, em que o senador tinha sofrido algumas reações negativas sobre seu caráter. Romney mudou sua filiação para o Partido Republicano em outubro de 1993 e anunciou formalmente sua candidatura em fevereiro de 1994. Além de ter tirado licença da Bain Capital, ele renunciou do cargo de líder local da igreja em 1994.
A radialista Janet Jeghelian tinha uma vantagem nas pesquisas entre os candidatos republicanos para o senado, mas Romney arrecadou mais fundos que os outros candidatos. Ele ganhou 68 por cento dos votos na convenção de maio de 1994; o empresário John Lakian terminou num distante segundo lugar e Jeghelian foi eliminada. Romney venceu Lakian em setembro de 1994 com mais de 80 por cento dos votos.
Na eleição geral, Romney foi o candidato mais jovem e mais bem financiado que Kennedy já tinha enfrentado. Romney concorreu como um candidato novo, um empresário que afirmava que havia criado 10 mil postos de trabalho, e com uma imagem familiar sólida e posições moderadas em questões sociais. Quando Kennedy tentou comparar as políticas de Romney às de Ronald Reagan e George H.W. Bush, Romney respondeu: "Olha, eu era um independente durante o tempo de Reagan-Bush. Eu não estou tentando nos levar de volta a Reagan-Bush."

Resultado da eleição por condados. Kennedy venceu em todos os condados.

A campanha de Romney foi eficaz ao retratar Kennedy com o crime, mas teve dificuldades em estabelecer suas próprias posições de forma consistente. Em setembro de 1994, pesquisas mostravam empate técnico entre Kennedy (48%) e Romney (46%). Kennedy respondeu com uma série de anúncios que aparentemente focavam nas opiniões políticas de Romney sobre questões como o aborto e sobre demissões de trabalhadores da fábrica Ampad, que é propriedade da Bain Capital. Kennedy e Romney participaram de um debate amplamente visto no final de outubro sem um vencedor claro, mas, depois, Kennedy passou na frente da Romney nas pesquisas. Romney gastou 3 milhões de dólares de seu próprio dinheiro na campanha e mais de 7 milhões no total. Na eleição geral de novembro, apesar de uma campanha desastrosa para os democratas , Kennedy ganhou a eleição com 58 por cento dos votos, contra 41 por cento de Romney, sendo a menor margem em oito campanhas de reeleição de Kennedy.
Romney retornou para a Bain Capital um dia após a eleição, mas a perda teve um efeito duradouro; disse a seu irmão: "Eu nunca quero concorrer para algo novo, a menos que eu possa ganhar". Quando seu pai morreu em 1995, Mitt doou a sua parte da herança para o Instituto de Gestão Pública da BYU. Ele também se juntou, como vice-presidente, ao conselho da Points of Light Foundation. Sua mãe morreu em 1998. Ele já não tinha uma posição de liderança na igreja, embora ele ainda dava aulas na Escola Dominical.

## Jogos Olímpicos de Inverno de 2002

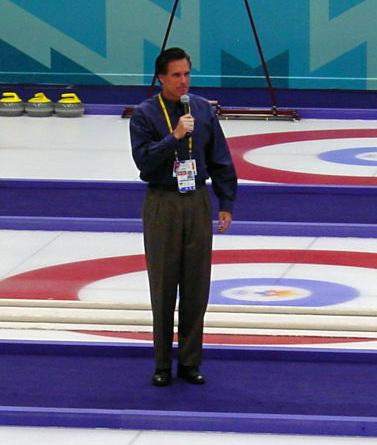
Romney foi presidente e CEO da candidatura de Salt Lake City aos Jogos Olímpicos de Inverno de 2002. Na foto, Romney discursa antes da abertura de jogo de curling.

Em 1998, Ann Romney soube que ela tinha esclerose múltipla; Mitt descreveu vê-la falhar em uma série de testes neurológicos como o pior dia de sua vida. Depois de passar por dois anos de dificuldades graves com a doença, ela encontrou—quando morava em Park City, Utah, onde o casal havia construído uma casa de férias—uma combinação de terapias tradicionais e alternativas, que lhe permitiu levar um estilo de vida na maioria do tempo sem limitações. Quando seu marido recebeu uma oferta de emprego para assumir a organização responsável do conturbado Jogos Olímpicos e Paraolímpicos de Inverno de 2002, que seria realizado em Salt Lake City, Utah, ela pediu para que ele aceitasse. Como estava ansioso por um novo desafio, bem como por uma nova chance para provar a si mesmo que daria certo na vida pública, ele aceitou. Em 11 de fevereiro de 1999, Romney foi contratado como presidente e CEO do Comitê organizador da candidatura de Salt Lake City aos Jogos Olímpicos e Paraolímpicos de Inverno de 2002.
Antes da entrada de Romney no comitê, a candidatura da cidade tinha 379 milhões de dólares em suas receitas. Os jogos também havia sido danificados por acusações de suborno envolvendo altos funcionários, inclusive Romney Frank Joklik, o presidente e CEO anterior. Joklik e o vice-presidente da comissão Dave Johnson foram forçados a renunciar. A nomeação de Romney ganhou algumas críticas de não-mórmons. Romney e sua esposa contribuíram com um milhão de dólares para as Olimpíadas, e ele doou para caridade o salário que recebeu durante três anos como presidente e CEO, no total somando 1,4 milhão.
Romney renovou a liderança da organização, reduziu orçamentos e impulsionou a angariação de fundos. Romney trabalhou para garantir a segurança dos Jogos olímpicos após atentados terroristas de 11 de setembro de 2011, coordenando trezentos milhões de dólares destinados à segurança do evento. No geral, ele supervisionou um orçamento de 1,32 bilhões de dólares, cerca de 700 funcionários, e 26 mil voluntários. O governo federal gastou entre 400 milhões e 600 milhões de dólares no evento, em grande devido ao resultado de um amplo lobby que foi feito no Congresso dos Estados Unidos por agências e por Romney. As olimpíadas de Salt Lake City bateram o recorde de financiamento federal para a realização de uma Olimpíada nos Estados Unidos. Um adicional de 1,1 bilhões vieram indiretamente do governo federal para projetos rodoviários e de trânsito.
Romney se tornou o rosto público dos jogos, aparecendo nas fotografias, nas notícias, e em botões que tinham a frase "Ei, Mitt, nós te amamos!". Kenneth Bullock, membro do conselho do comitê organizador e também chefe da Liga das Cidades de Utah, muitas vezes entrou em conflito com Romney na época, e mais tarde disse que Romney merecia algum crédito pela sua atuação como presidente e CEO do evento, mas não tanto quanto ele afirmou. Bullock disse: "Ele tentou construir uma imagem de si mesmo como um salvador, a grande esperança branca. Ele era muito bom para caracterizar e castigar as pessoas e colocar-se em um pedestal."
Apesar do déficit orçamental inicial, os jogos acabaram tendo um lucro de cem milhões de dólares.
Romney foi elogiado por seus esforços pelo presidente George W. Bush e seu desempenho como presidente e CEO da Olimpíada foi avaliado positivamente por 87% da população de Utah. Ele solidificou sua reputação como um "artista de reviravolta". Ele escreveu um livro sobre a experiência que ganhou nos jogos olímpicos intitulado de "Turnaround: Crisis, Leadership, and the Olympic Games", publicado em 2004. O papel deu a Romney experiência para lidar com a legislação federal, estadual e entidades locais, além da chance de alcançar suas aspirações políticas. Ele foi mencionado como um possível candidato a um cargo estadual em Massachusetts e Utah, e também como um possível membro da administração Bush.

## Governador de Massachusetts

### Eleição para governador em 2002

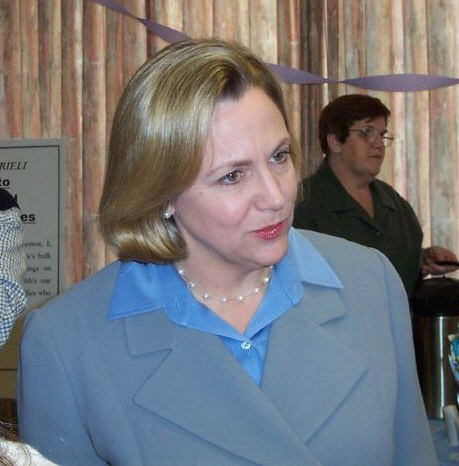
A democrata Shannon O'Brien foi a principal concorrente de Romney na eleição geral.

Em 2002, atormentada por erros políticos e escândalos pessoais, a administração da governadora republicana Jane Swift apareceu vulnerável, e muitos republicanos a via como incapaz de ganhar uma eleição geral. Figuras proeminentes do partido — bem como a Casa Branca — queriam que Romney se candidatasse a governador, e a oportunidade foi dada a ele por motivos que incluem a sua visibilidade nacional. Uma pesquisa do Boston Herald mostrou que na primária republicana Romney vencia Swift por mais de 50 pontos percentuais. Em 19 de março de 2002, Swift anunciou que não iria tentar a indicação de seu partido, e horas mais tarde, Romney declarou sua candidatura, não tendo enfrentado nenhum candidato na primária. Em junho de 2002, o Partido Democrata de Massachusetts desafiou a elegibilidade de Romney para concorrer a governador, lembrando que a lei estadual exigia sete anos de residência consecutiva e que Romney havia apresentado suas declarações de impostos estaduais como residente de Utah em 1999 e 2000. Em resposta, a Comissão bipartidária do Direito Eleitoral de Massachusetts decidiu por unanimidade que ele havia mantido relações pessoais e financeiras suficientes em Massachusetts e foi, portanto, um candidato elegível.
Romney novamente atuou como um forasteiro político. Ele minimizou a sua filiação partidária, dizendo que ele "não era um partidário republicano", mas sim um "moderado" com visões "progressistas". Ele afirmou que iria observar uma moratória sobre mudanças nas leis do Estado sobre o aborto, mas reiterou que iria "preservar e proteger o direito de escolha da mulher", e que a sua posição era "inequívoca". Ele elogiou sua experiência no setor privado como qualificatória para enfrentar os problemas fiscais do estado e salientou a sua capacidade de obter recursos federais para o estado, oferecendo o seu trabalho nas Olimpíadas como prova. Ele propôs reorganizar o governo do estado, eliminando desperdícios, fraudes e má gestão. A campanha utilizou de forma inovadora técnicas de micro-segmentação, identificando grupos de votantes com ideias afins e aproximando-se deles com mensagens feitas estritamente sob medida
Na tentativa de superar a imagem que tinha o danificado na eleição para o senado em 1994 — a de um especialista corporativo rico que não conhecia as necessidades das pessoas comuns —, a campanha fez uma série de "dias de trabalho", no qual Romney trabalhava em empregos de colarinho azul, como um pastoreio de vacas e enfardamento de feno, descarregar um barco de pesca, e transportar o lixo. Anúncios de televisão que destacaram o seu esforço e mostraram Romney sem camisa receberam uma má resposta do público, e foram um fator para que a sua adversária democrata, Shannon O'Brien, liderasse as pesquisas ainda em meados de outubro. Ele respondeu com anúncios acusando O'Brien de ter falhado pelas perdas dos fundos de pensão no mercado de ações e associou o seu marido, um ex-lobista, ao escândalo da Enron. Estes anúncios foram eficazes para conquistar eleitores independentes. O'Brien disse que os planos orçamentários de Romney não eram realistas, e os dois também discordaram sobre a pena de morte e educação bilíngue. Romney apoiava a pena de morte, mas discordava da educação bilíngue.
Durante a eleição, Romney contribuiu com mais de 6 milhões de dólares — recorde estadual na época — tendo arrecadado quase 10 milhões para a campanha. Em 5 de novembro de 2002, foi eleito governador, ganhando com quase 49,77 por cento dos votos (1 091 988 votos), contra 44,94 por cento (985 981 votos) de O'Brien.